# ذا هيومن شايد (فلم)
فيلم الدرع البشري (بالإنجليزية:The Human Shield) وتنطق بـ ذا هيومن شايد، وهي فيلم أمريكي من نوع الإثارة وبطل هذا الفيلم الممثل الأمريكي مايكل دوديكوف (Michael Dudikoff) وتومي هينكلي (Tommy Hinkley)، وهي من إنتاج شركة مترو غولدوين ماير GMG الأمريكية عام 1991م، وتم تصويره في إسرائيل والأراضي الفلسطينية.

## القصة
بعد أن درب الجيش العراقي في العراق سنة 1985م ، وعجز بطل الفيلم في خطابه إلى الديكتاتور يدعى علي دلال ، يقوم (مايكل دورديكوف) بالبحث عن أخيه المفقود (تومي هينكلي) في العراق، وهو يذهب متسللاً إلى العراق عبر الحدود الدولية، بينما يواجه بطل الفيلم اعداءه من الجيش العراقي في التسعينيات، وكان في الأخير عثر على أخيه حياً وتخلص من الديكتاتور يدعى علي في المفاعل النووي ببغداد، وقيام البطل لإنقاذ أخيه وزوجة الدكتاتور علي وطفلها وخادمتها، وعادوا جميعاً إلى الولايات المتحدة.

## روابط ذات صلة
- مقالات تستعمل روابط فنية بلا صلة مع ويكي بيانات
- http://www.youtube.com/watch?v=s9wbWOHLF4A إعلان فيلم ذا هيومن شايد.